# Лонго (Бјела)
Лонго је насеље у Италији у округу Бијела, региону Пијемонт.
Према процени из 2011. у насељу је живело 20 становника. Насеље се налази на надморској висини од 516 м.